# Elecciones estatales de Baja California de 1980
Las Elecciones estatales de Baja California de 1980 tuvieron lugar el domingo 7 de septiembre de 1980, y ellas se renovarán los cargos de elección popular en Baja California :
- 4 Ayuntamientos. Formados por un Presidente Municipal, delegados y regidores, electo para un período inmediato de 3 años no reelegibles para un período inmediato.
- Diputados al Congreso. Electos de Mayoría Relativa de cada uno de los Distritos Electorales.

## Elecciones

### Municipales

#### Ensenada
| Candidato                    | Candidato              | Candidato                  | Partido/Coalición                           | Votos  | Porcentaje |
| ---------------------------- | ---------------------- | -------------------------- | ------------------------------------------- | ------ | ---------- |
| César Mancillas Hernández    |                        | César Mancillas Hernández  | Partido Acción Nacional                     | 6 851  | —          |
| Raúl Ramírez Funcke          |                        | Raúl Ramírez Funcke        | Partido Revolucionario Institucional        | 28 588 | —          |
| Luis Michaca Mendoza         |                        | Luis Michaca Mendoza       | Partido Popular Socialista                  | 1 003  | —          |
|                              |                        | —                          | Partido Auténtico de la Revolución Mexicana | 141    | —          |
|                              |                        | —                          | Partido Demócrata Mexicano                  | 244    | —          |
| Héctor Migoni Ramírez        |                        | Héctor Migoni Ramírez      | Partido Comunista Mexicano                  | 3 824  | —          |
| Gregorio Villalobos Guzmán   |                        | Gregorio Villalobos Guzmán | Partido Socialista de los Trabajadores      | 2,503  | —          |
| Total de votos válidos       | Total de votos válidos | Total de votos válidos     | Total de votos válidos                      |        | —          |
| Periódico Oficial del Estado |                        |                            |                                             |        |            |

#### Mexicali
| Candidato                        | Candidato              | Candidato                        | Partido/Coalición                           | Votos  | Porcentaje |
| -------------------------------- | ---------------------- | -------------------------------- | ------------------------------------------- | ------ | ---------- |
| Isidro Miranda Araujo            |                        | Isidro Miranda Araujo            | Partido Acción Nacional                     | 47 251 | —          |
| Eduardo Manuel Martínez Palomera |                        | Eduardo Manuel Martínez Palomera | Partido Revolucionario Institucional        | 87 063 | —          |
| Martha Elvia García              |                        | Martha Elvia García              | Partido Popular Socialista                  | 3 916  | —          |
| Antonio Gastélum Gámez           |                        | Antonio Gastélum Gámez           | Partido Auténtico de la Revolución Mexicana | 1 988  | —          |
|                                  |                        | —                                | Partido Demócrata Mexicano                  | 5 045  | —          |
| Rafael García Benavidez          |                        | Rafael García Benavidez          | Partido Comunista Mexicano                  | 667    | —          |
| Adolfo Torres Castro             |                        | Adolfo Torres Castro             | Partido Socialista de los Trabajadores      | 657    | —          |
| Total de votos válidos           | Total de votos válidos | Total de votos válidos           | Total de votos válidos                      |        | —          |
| Periódico Oficial del Estado     |                        |                                  |                                             |        |            |

#### Tecate
| Candidato                    | Candidato              | Candidato                | Partido/Coalición                           | Votos | Porcentaje |
| ---------------------------- | ---------------------- | ------------------------ | ------------------------------------------- | ----- | ---------- |
| Carmen Díaz de Álvarez       |                        | Carmen Díaz de Álvarez   | Partido Acción Nacional                     | 2268  | —          |
| José Manuel Jasso Peña       |                        | José Manuel Jasso Peña   | Partido Revolucionario Institucional        | 5633  | —          |
| No registró                  |                        | No registró              | Partido Popular Socialista                  | 110   | —          |
| No registró                  |                        | No registró              | Partido Auténtico de la Revolución Mexicana | 40    | —          |
| No registró                  |                        | No registró              | Partido Demócrata Mexicano                  | 58    | —          |
| Luis García Sánchez          |                        | Luis García Sánchez      | Partido Comunista Mexicano                  | 233   | —          |
| Mario Manríquez Carrillo     |                        | Mario Manríquez Carrillo | Partido Socialista de los Trabajadores      | 219   | —          |
| Total de votos válidos       | Total de votos válidos | Total de votos válidos   | Total de votos válidos                      |       | —          |
| Periódico Oficial del Estado |                        |                          |                                             |       |            |

#### Tijuana
| Candidato                    | Candidato              | Candidato                   | Partido/Coalición                           | Votos  | Porcentaje |
| ---------------------------- | ---------------------- | --------------------------- | ------------------------------------------- | ------ | ---------- |
| Marco Aurelio López Carmona  |                        | Marco Aurelio López Carmona | Partido Acción Nacional                     | 27 791 | —          |
| Roberto Andrade Salazar      |                        | Roberto Andrade Salazar     | Partido Revolucionario Institucional        | 66 179 | —          |
| Dalia Nieto de Leyva         |                        | Dalia Nieto de Leyva        | Partido Popular Socialista                  | 5 250  | —          |
| Roberto Andrade Salazar      |                        | Roberto Andrade Salazar     | Partido Auténtico de la Revolución Mexicana | 1 169  | —          |
|                              |                        | —                           | Partido Demócrata Mexicano                  | 1 159  | —          |
| Ignacio Montes Cárdenas      |                        | Ignacio Montes Cárdenas     | Partido Comunista Mexicano                  | 5 555  | —          |
| Francisco M. Acuña Borbolla  |                        | Francisco M. Acuña Borbolla | Partido Socialista de los Trabajadores      | 1 443  | —          |
| Total de votos válidos       | Total de votos válidos | Total de votos válidos      | Total de votos válidos                      |        | —          |
| Periódico Oficial del Estado |                        |                             |                                             |        |            |

## Resultados electorales

### Ayuntamientos
|  | 59.30 % |

|  | 60.90 % |

|  | 66.20 % |

|  | 65.70 % |

### Congreso local
| Partido/Alianza | Partido/Alianza | Partido/Alianza                      | Diputados        | Diputados    | Diputados |  |
| Partido/Alianza | Partido/Alianza | Partido/Alianza                      | Mayoría relativa | Plurinominal | Total     |  |
|                 |                 | Partido Revolucionario Institucional | 12               |              | 12/15     |  |
|                 |                 | Partido Acción Nacional              |                  | 2            | 2/15      |  |
|                 |                 | Partido Comunista Mexicano           |                  | 1            | 1/15      |  |
| Total           | Total           | Total                                | 12               | 3            | 15        |  |

### Mayoría relativa
| Distrito | Diputado                          | Partido | Partido                              |
| -------- | --------------------------------- | ------- | ------------------------------------ |
| I        | Eucario Zavala Álvarez            |         | Partido Revolucionario Institucional |
| II       | José Manuel Díaz Martínez         |         | Partido Revolucionario Institucional |
| III      | José Enrique Mejía Pancardo       |         | Partido Revolucionario Institucional |
| IV       | Cándido Pelayo Beltrán            |         | Partido Revolucionario Institucional |
| V        | Oscar Garzón Garate               |         | Partido Revolucionario Institucional |
| VI       | Eduardo Martínez Lara             |         | Partido Revolucionario Institucional |
| VII      | Ramón Medina Aguirre              |         | Partido Revolucionario Institucional |
| VIII     | Franciscana Krauss Velarde        |         | Partido Revolucionario Institucional |
| IX       | René Treviño Arredondo            |         | Partido Revolucionario Institucional |
| X        | Ernesto Riedel Batancourt         |         | Partido Revolucionario Institucional |
| XI       | Raymundo Estrada Ortega           |         | Partido Revolucionario Institucional |
| XII      | María de la Luz Mangas de Agúndez |         | Partido Revolucionario Institucional |

### Representación proporcional
| Diputado                  | Partido | Partido                    |
| ------------------------- | ------- | -------------------------- |
| Héctor Terán Terán        |         | Partido Acción Nacional    |
| José Manuel Díaz Martínez |         | Partido Acción Nacional    |
| Félix Vega Ibarra         |         | Partido Comunista Mexicano |